# Mórocz András (honvédtiszt)
Vitéz nagyabonyi Mórocz András (Pozsonyeperjes, (Pozsony vármegye), 1891. február 4. - Szenc, (Pozsonyi kerület, Csehszlovákia), 1958. július 22.) magyar nemesi származású katonatiszt.

## Élete
Mórocz András 1891-ban született a Pozsony vármegyében fekvő Pozsonyeperjes község. A római katolikus nemesi származású nagyabonyi Mórocz családnak a sarja. Édesapja Mórocz János majd nemes eperjesi gazda. Édesanyja Takács Sofi. A Nagyabonyi nemes Mórocz család iegy kisebb Pozsony vármegyei, csallóközi család. A nagy-abonyi birtokuk után felvették a család tagjai a "Nagyabonyi" nemesi előnevet. Pozsonyeperjesi ág is abbol származik. András a  Szenc község fekvő Felső Údvar majerán töltötte fiatalságát.
1912-ben részt vett a balkáni mozgósításban. Mozgósításkor vonult 1914-ben be a 72. közös gyalogezredhez Cattaróba. Hamarosan a szerb frontra került, ahol 1914 szeptemberben a Jagodinán, erős ellenséges ellentámadásnál, mint rajparancsnok, az ellenség arevonalát áttörve, zászlóaljának kiváló szolgálatot tett. Megsebesült. Felgyógyulása után az olasz fronton harcolt és a Doberdón térdlövést kapott. Három hónapig feküdt kórházban. 1917-ben a román fronton van, ahol önkéntes járőrszolgálatban ismét fontos adatokat szerzett.
Felesége a jókai Görföl Erzsébet volt. Nagymamája a régi Tajnay családból, dédnagymamája a Hegyi de Hegy családból származott. Egy majerán éltek Felső Údvar.
Elöljárói felszólításra az első világháborús teljesítményéért beadta felvételi kérelmét a vitézi rendbe. 1938-ben lett a Vitézi rend tagja. 1940-ben százados rangban részt vett Erdély visszafoglalásában.
Vitéz nagyabonyi Mórocz András, m. kir. százados 1958. august hunyt el Szenc, 67 éves korában. A katolikus temetőben helyezték örök nyugalomra. Jelenleg dédunokája, nagyabonyi Mórocz Róbert a vitézi rend utód a sorban.
Kitüntetései:
- O1 (Vitézségi Érem (Ausztria–Magyarország))
- O2 (Vitézségi Érem (Ausztria–Magyarország)
- Seb. é. (Károly-csapatkereszt)
- Kcsk. (Sebesültek Érme)
- Heé. (Magyar Háborús Emlékérem)
- 1912. évi háb. (1912/13-as Emlékkereszt)
- Erdélyi emlékérem